# Hooikaai

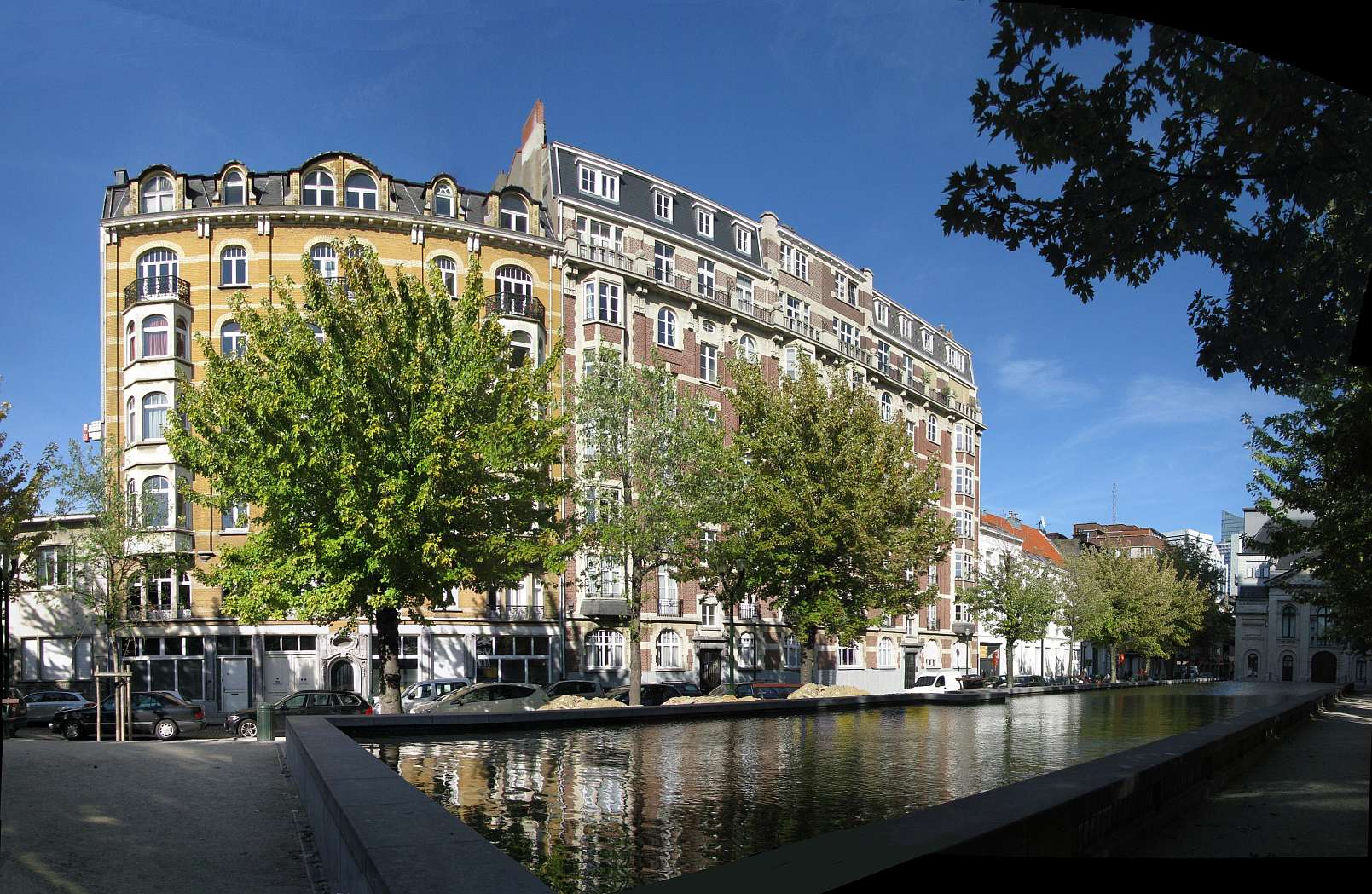
Waterbassin en op de achtergrond de huizenrij van de Hooikaai

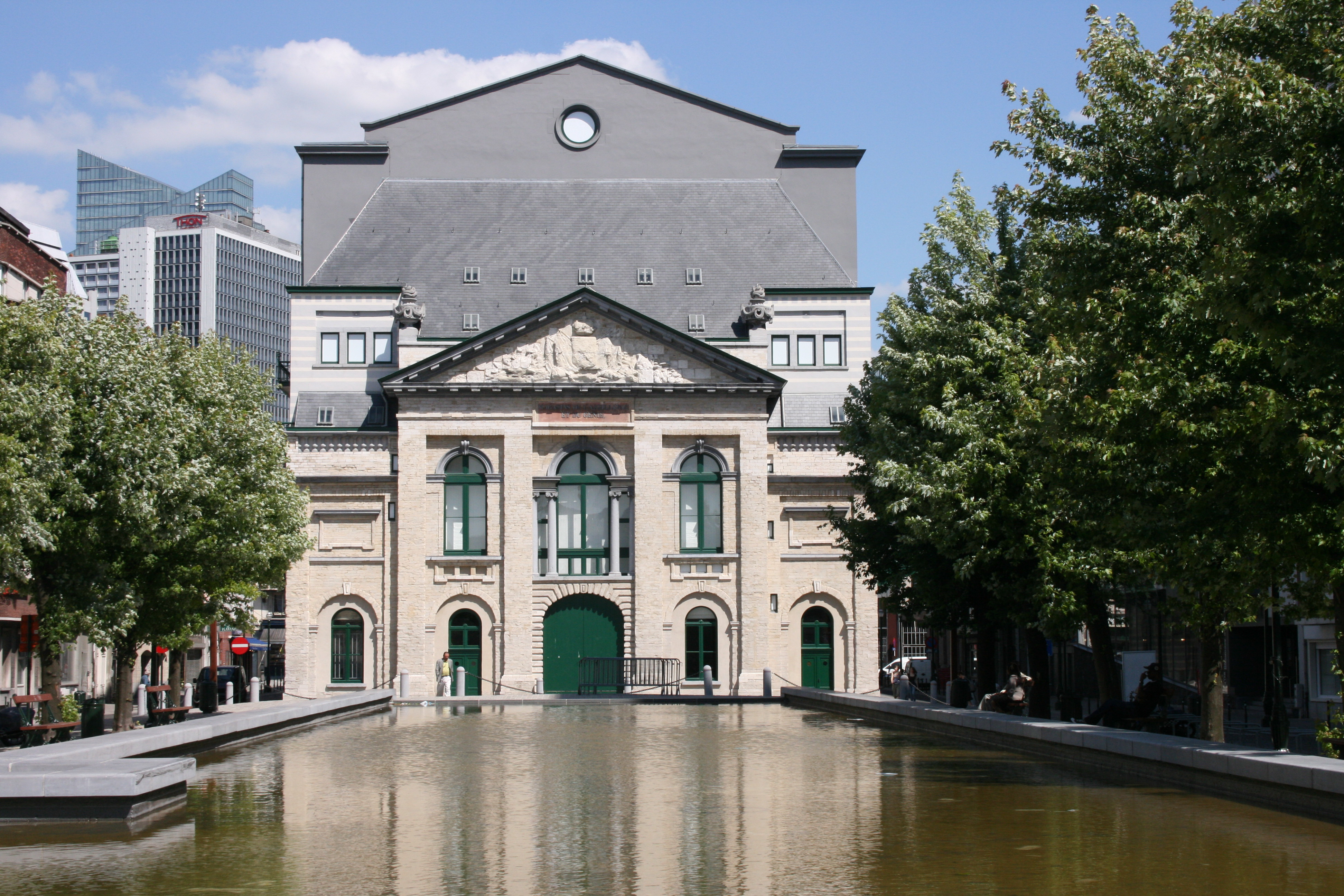
Gezicht op de Koninklijke Vlaamse Schouwburg vanop de Hooikaai

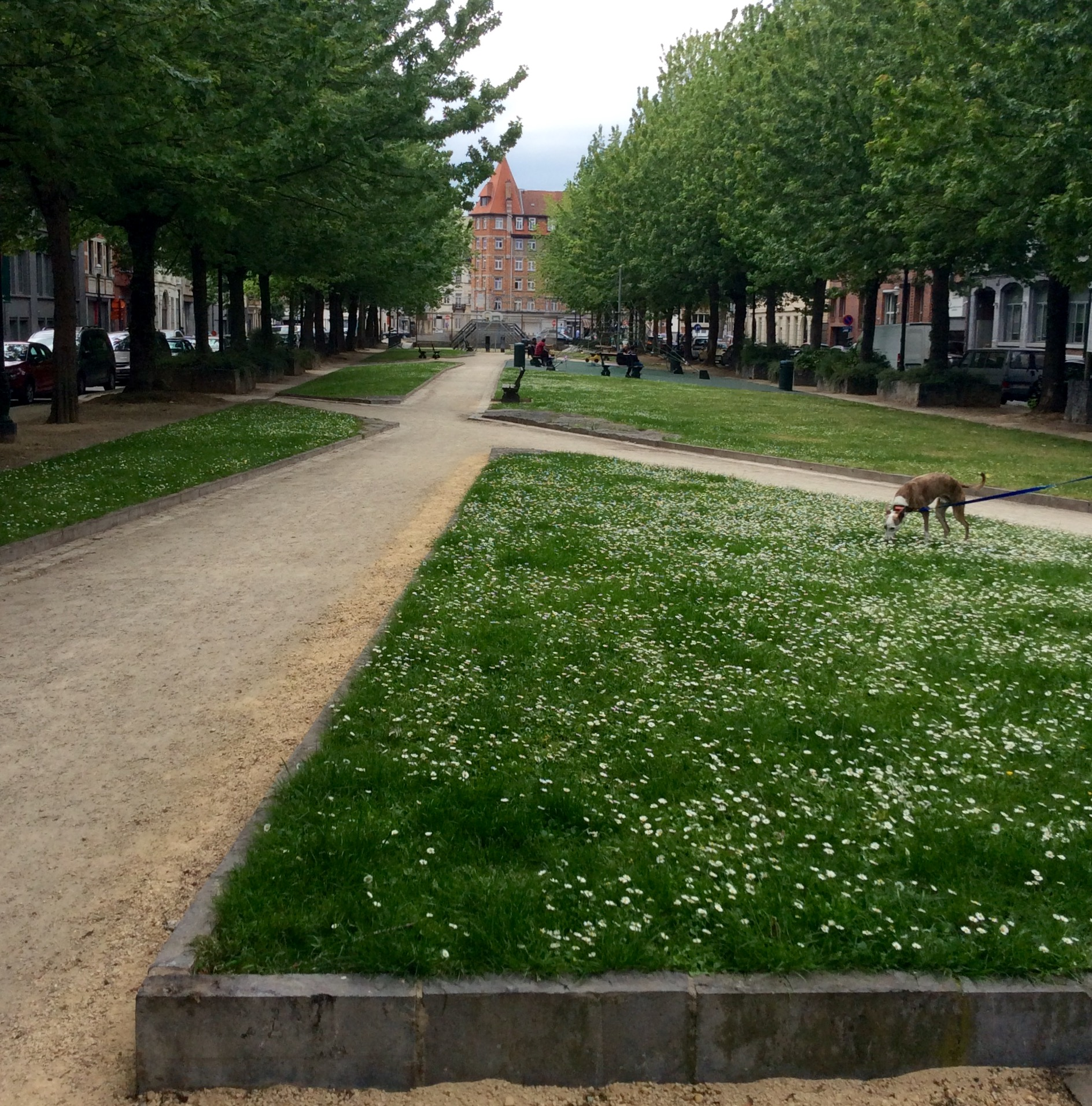
Plein tussen Hooikaai en Arduinkaai - graspartijen, Brussel

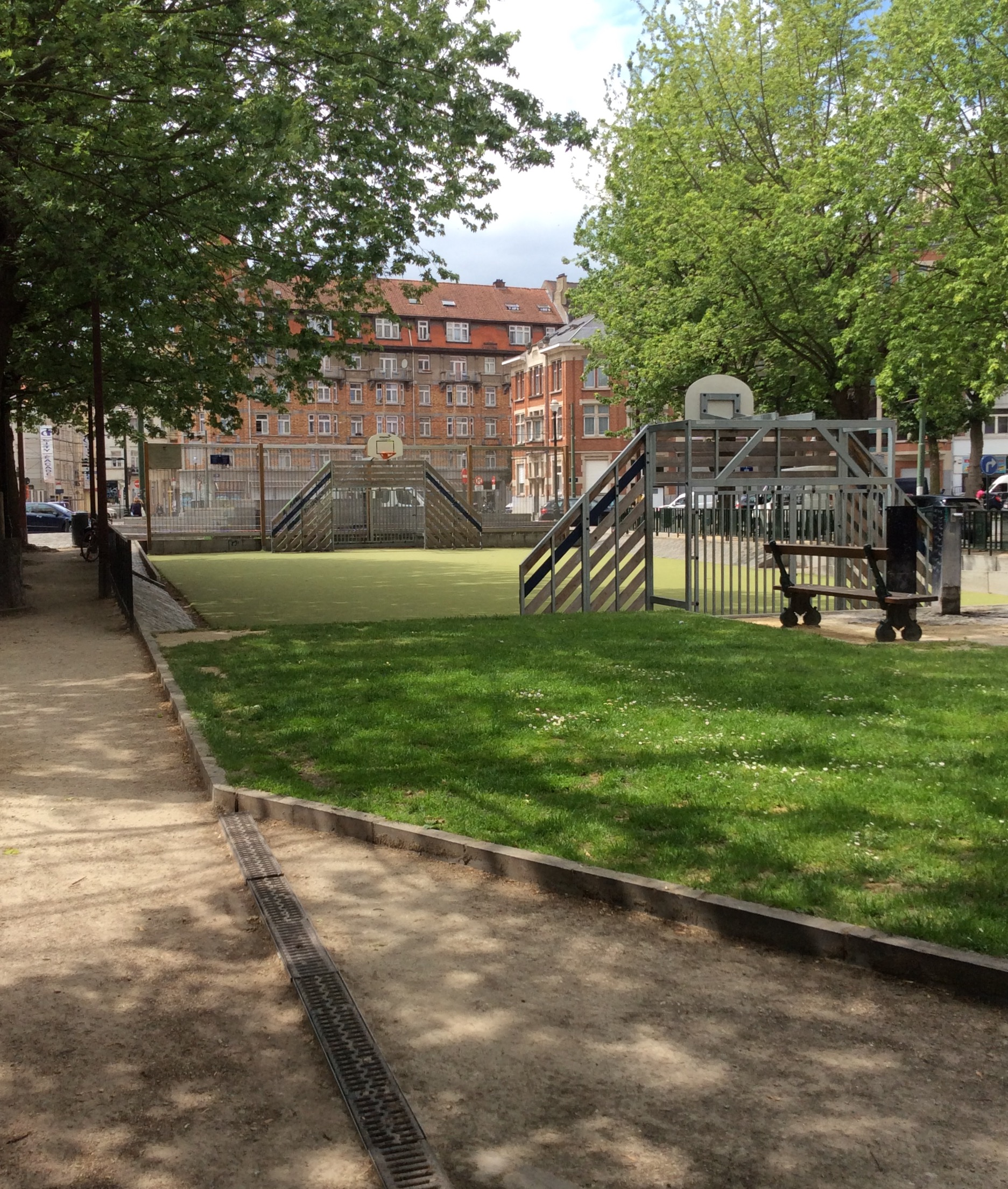
Gezicht op het sportveld tussen Hooikaai en Arduinkaai, Brussel

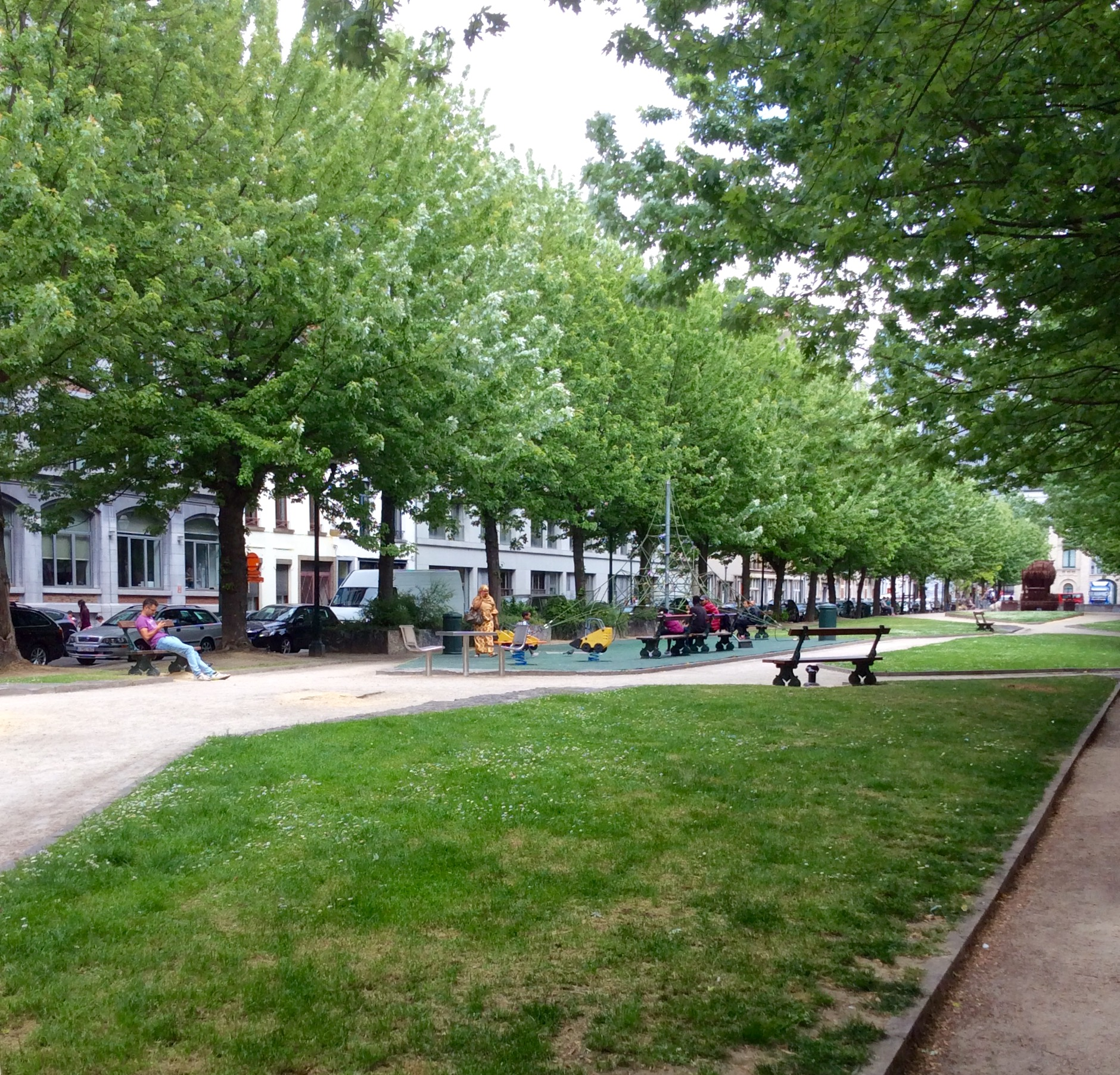
Gezicht vanaf het sportveld op het park tussen Hooikaai en Arduinkaai, Brussel

De Hooikaai, vaak genoemd als het plein of park achter de Koninklijke Vlaamse Schouwburg, is een plein in de vijfhoek van de stad Brussel, binnen het Brussels Hoofdstedelijk Gewest.

## Situering
De Hooikaai is eigenlijk de straat aan de noordzijde van het plein. De zuidelijke zijde van het plein heet Arduinkaai. Aan de westkant wordt het plein begrensd door het plein Oeverpoort en aan de oostkant door de Koninklijke Vlaamse Schouwburg (kortweg KVS).

## Geschiedenis
Tot in de zeventiende eeuw lagen hier moerassen en velden. In 1639 werd op deze plek het Hooidok of het Stapelhuisdok gegraven. Dit Hooidok was een belangrijke uitbreiding van het 16de-eeuwse dokkencomplex, aangelegd toen de stad uitbreidde met een binnenhaven. Men bouwde langs de dokken pakhuizen en later ook deftige woningen voor welstellende Brusselaars. Aan de noordkade van het Hooidok werden pakhuizen voor hooi en stro gebouwd voor de trekpaarden en de paarden van het leger, vandaar de latere naam Hooikaai. In 1910 werd besloten om de kanalen te dempen omdat de binnenhaven te klein bleek.
Van de oorspronkelijke bebouwing langs het plein blijft weinig over. Aan de Arduinkaai nummer 20 kan je nog een zeventiende-eeuws pakhuis bewonderen met typische kenmerken als een hijsbalk en grote laaddeuren met luiken. En met enige moeite kan je in de slotengroothandel aan de Hooikaai 59-65 nog het negentiende-eeuwse pakhuis herkennen. Ook het gebouw van de KVS was ooit een stapelhuis, opgetrokken in de achttiende eeuw.
Met het dempen van de binnendokken, begon ook het verval van de wijk, tot diep in de twintigste eeuw. Met de renovatie van de KVS en de heraanleg van het plein tussen 2001-2010, kregen het plein en de wijk een nieuwe stimulans.
Door de werkzaamheden aan het plein, werd een bunkercomplex herontdekt dicht bij de KVS, onder het huidige bassin. Deze schuilkelders werden waarschijnlijk in de jaren '30 of '40 gebouwd door de bevolking in het bekken van de oude haven. Het was een openbare schuilkelder met 10 'lokaaltjes' die vooral gebruikt werden tijdens Tweede Wereldoorlog. Er was plaats voor 350 personen en men had licht (elektriciteit), wc's en open haardjes voorzien. Na 1945 stond de bunker waarschijnlijk leeg.

## Huidige situatie

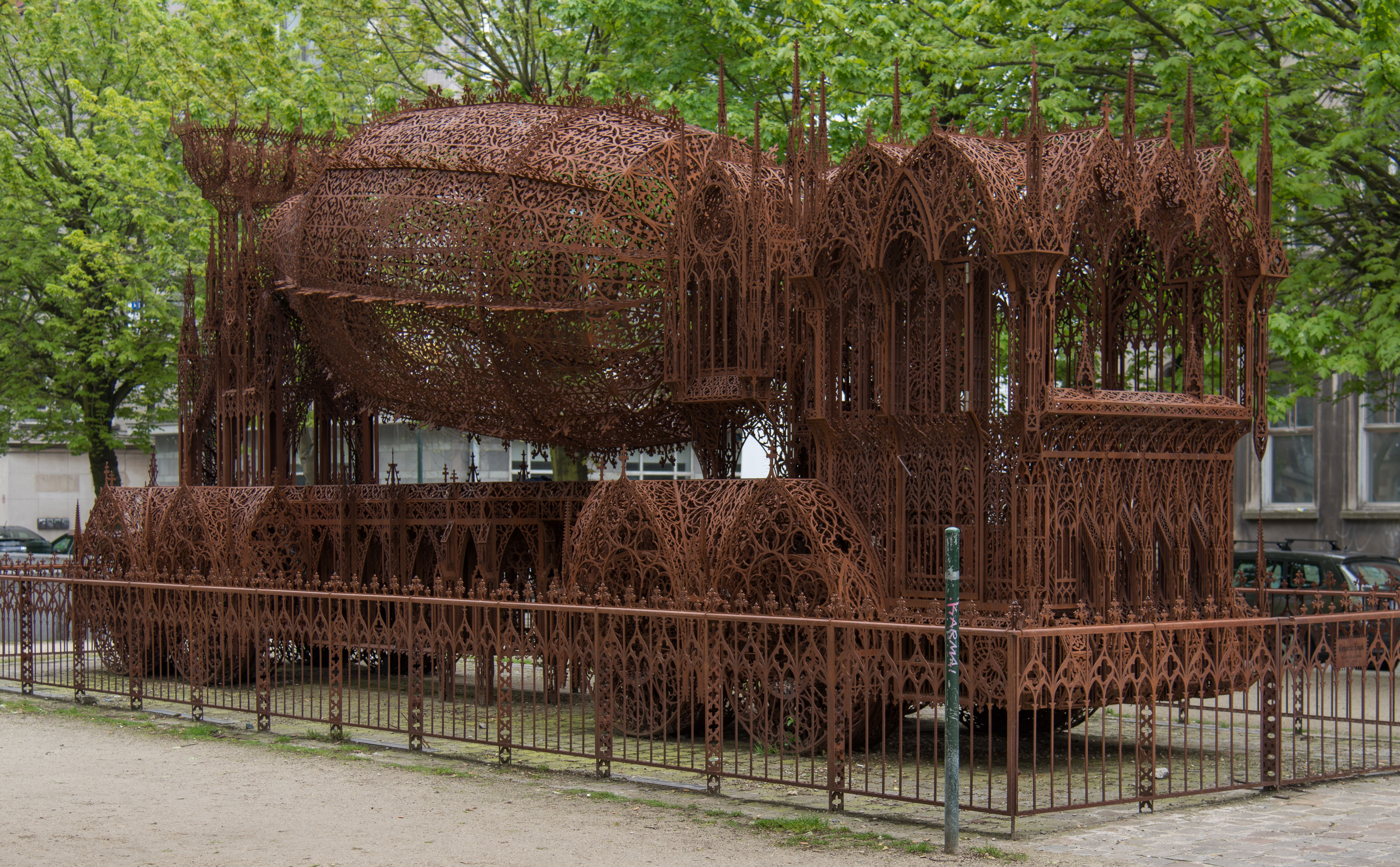
Cement Truck van Wim Delvoye in het midden van het plein van de Hooikaai

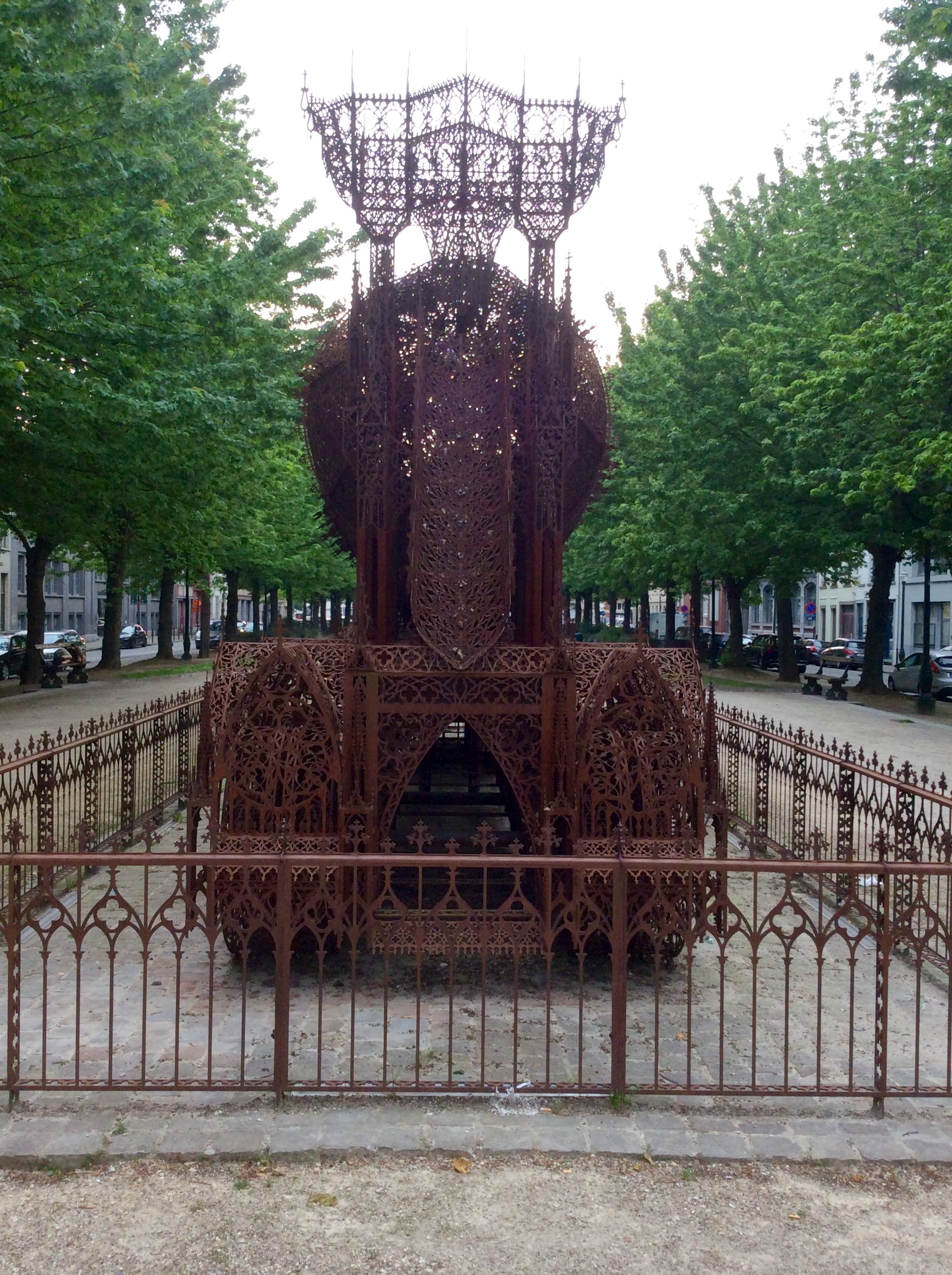
Achterzijde 'Cement Truck', Wim Delvoye, Hooikaai Brussel

Het plein wordt gedomineerd door het gebouw van de Koninklijke Vlaamse Schouwburg. Toen dit gebouw tussen 2001 en 2006 werd gerenoveerd, werd ook het achterliggende plein heraangelegd in zijn huidige vorm met een waterbassin, groen en graspartijen, hondentoiletten, een speelplein en een sportveld. Het plein is omzoomd door boompartijen en het bassin met een wateroppervlak van 60 meter lang verwijst naar de vroegere geschiedenis (havenfunctie). Sluitstuk van de opwaardering is het kunstwerk Cement Truck van Wim Delvoye. Dit kunstwerk, in de volksmond 'De betonmolen' genoemd, werd in 2010 in het midden van het plein geplaatst. De betonmolen is opgetrokken in roestvrij staal met sierlijke gotische motieven en ornamenten. Het kunstwerk was onderwerp van heel wat controverse onder de bewoners van de wijk.
Het bunkercomplex onder het waterbassin heeft sinds 2011 ook een nieuwe bestemming gekregen. Zeven van de tien kelders worden door Brouwerij Cantillon gebruikt als opslagplaats voor hun geuzebieren. Via natuurlijke fermentatie kan men in deze kelders de bieren zo dertig tot veertig jaar laten rijpen.